# Суренский, Юрий Александрович
Юрий Александрович Суренский (род. 8 марта 1950, Октябрьский, Башкирская АССР) — советский футболист, нападающий, советский и российский футбольный тренер. Мастер спорта СССР.

## Биография
В начале карьеры выступал во второй лиге за «Нефтяник» (Октябрьский) и «Уфимец». Затем несколько лет не играл в соревнованиях мастеров, служил в армии. Сезон 1975 года провёл в составе уфимского «Строителя», затем два сезона играл в первой лиге в казанском «Рубине». В ходе сезона 1977 года вернулся в уфимский клуб, переименованный в «Гастелло», и выступал за него до конца карьеры.
В 1980 году начал работать играющим тренером в уфимском клубе «Авангард», выступавшем в соревнованиях КФК, становился лучшим бомбардиром чемпионата республики.
Окончил Высшую школу тренеров. В ходе сезона 1986 года возглавил «Гастелло» и тренировал его до 1993 года (в начале 1990-х годов команда также называлась «Эстель» и «КДС-Самрау». Выводил команду в полуфинал Кубка РСФСР и в 1/8 Кубка СССР. В 1994—1999 годах работал детским тренером в СДЮСШОР № 9 г. Уфы. В 2000—2001 годах — главный тренер челябинского «Зенита». С 2003 года снова возглавлял уфимский клуб, переименованный в «Нефтяник», работал с командой до июля 2005 года. В дальнейшем работал с детско-юношескими командами Уфы, юношеской сборной Башкирии (1995 года рождения) и любительскими коллективами. Имеет тренерскую лицензию «В».
Всего под руководством Суренского уфимский клуб («Гастелло», «Эстель», «КДС-Самрау», «Строитель», «Нефтяник») провёл около 300 матчей в первенствах СССР и России. Также в качестве игрока сыграл 109 матчей за команду.